# Roberto López Ufarte
Roberto López Ufarte (Fès, 19 aprile 1958) è un ex calciatore spagnolo, di ruolo attaccante.

## Carriera

### Club
Nato a Fez da genitori spagnoli, all'età di 8 anni si trasferisce a Irun, dove inizia a giocare a calcio nella locale squadra.
Dopo aver debuttato in Tercera División con la maglia della Real Union a 15 anni nel campionato 1973-1974, l'anno successivo firma un contratto con la Real Sociedad che si impegna a lasciarlo un altro anno ad Irun.
Debutta nella Primera División nella stagione 1975-1976, precisamente il 30 novembre 1975 in Athletic Bilbao-Real Sociedad (2-0), diventandone presto un elemento fisso nell'undici titolare, insieme a giocatori come Arconada, Zamora e Satrústegui. Con la squadra di San Sebastián colleziona 474 presenze (363 in campionato), mette a segno 128 reti, si aggiudica una Coppa del Re, una Supercoppa di Spagna e per due volte lo scudetto spagnolo (1980-1981 e 1981-1982).
Nel 1987 firma per l'Atlético Madrid, mentre nella stagione 1988-1989 passa al Real Betis dove conclude la carriera.
Dopo il suo ritiro come giocatore, nei primi anni novanta entra nello staff tecnico della Real Sociedad, ricoprendo il ruolo di vice-allenatore; è stato inoltre il direttore tecnico del Real Union.

### Nazionale
La Nazionale spagnola lo vide in campo 15 volte, il cui esordio risale al 21 settembre 1977, durante Svizzera-Spagna (1-2), nel quale ha realizzato la rete del decisivo 1-2 degli iberici. Partecipò al Mondiale spagnolo del 1982, segnando nel pareggio contro l'Honduras (1-1) del 16 giugno.
Conta anche 1 presenza con la Selezione di calcio dei Paesi Baschi.

## Statistiche

### Cronologia presenze e reti in Nazionale
| Cronologia completa delle presenze e delle reti in nazionale ― Spagna | Cronologia completa delle presenze e delle reti in nazionale ― Spagna | Cronologia completa delle presenze e delle reti in nazionale ― Spagna | Cronologia completa delle presenze e delle reti in nazionale ― Spagna | Cronologia completa delle presenze e delle reti in nazionale ― Spagna | Cronologia completa delle presenze e delle reti in nazionale ― Spagna | Cronologia completa delle presenze e delle reti in nazionale ― Spagna | Cronologia completa delle presenze e delle reti in nazionale ― Spagna |
| Data                                                                  | Città                                                                 | In casa                                                               | Risultato                                                             | Ospiti                                                                | Competizione                                                          | Reti                                                                  | Note                                                                  |
| --------------------------------------------------------------------- | --------------------------------------------------------------------- | --------------------------------------------------------------------- | --------------------------------------------------------------------- | --------------------------------------------------------------------- | --------------------------------------------------------------------- | --------------------------------------------------------------------- | --------------------------------------------------------------------- |
| 21-9-1977                                                             | Berna                                                                 | Svizzera                                                              | 1 – 2                                                                 | Spagna                                                                | Amichevole                                                            | 1                                                                     |                                                                       |
| 25-1-1978                                                             | Madrid                                                                | Spagna                                                                | 2 – 1                                                                 | Italia                                                                | Amichevole                                                            | -                                                                     |                                                                       |
| 14-3-1979                                                             | Bratislava                                                            | Cecoslovacchia                                                        | 1 – 0                                                                 | Spagna                                                                | Amichevole                                                            | -                                                                     | 46’                                                                   |
| 26-9-1979                                                             | Vigo                                                                  | Spagna                                                                | 1 – 1                                                                 | Portogallo                                                            | Amichevole                                                            | -                                                                     | 46’                                                                   |
| 14-11-1979                                                            | Cadice                                                                | Spagna                                                                | 1 – 3                                                                 | Danimarca                                                             | Amichevole                                                            | -                                                                     | 46’                                                                   |
| 15-4-1981                                                             | Valencia                                                              | Spagna                                                                | 0 – 3                                                                 | Ungheria                                                              | Amichevole                                                            | -                                                                     | 61’                                                                   |
| 14-10-1981                                                            | Valencia                                                              | Spagna                                                                | 3 – 0                                                                 | Lussemburgo                                                           | Amichevole                                                            | 2                                                                     |                                                                       |
| 18-11-1981                                                            | Łódź                                                                  | Polonia                                                               | 2 – 3                                                                 | Spagna                                                                | Amichevole                                                            | 1                                                                     |                                                                       |
| 24-2-1982                                                             | Siviglia                                                              | Spagna                                                                | 3 – 0                                                                 | Scozia                                                                | Amichevole                                                            | -                                                                     |                                                                       |
| 24-3-1982                                                             | Valencia                                                              | Spagna                                                                | 1 – 1                                                                 | Galles                                                                | Amichevole                                                            | -                                                                     |                                                                       |
| 28-4-1982                                                             | Valencia                                                              | Spagna                                                                | 2 – 0                                                                 | Svizzera                                                              | Amichevole                                                            | -                                                                     | 57’                                                                   |
| 25-6-1982                                                             | Valencia                                                              | Spagna                                                                | 1 – 1                                                                 | Honduras                                                              | Mondiali 1982 - 1º turno                                              | 1                                                                     |                                                                       |
| 25-6-1982                                                             | Valencia                                                              | Spagna                                                                | 2 – 1                                                                 | Jugoslavia                                                            | Mondiali 1982 - 1º turno                                              | -                                                                     |                                                                       |
| 25-6-1982                                                             | Valencia                                                              | Spagna                                                                | 0 – 1                                                                 | Irlanda del Nord                                                      | Mondiali 1982 - 1º turno                                              | -                                                                     | 77’                                                                   |
| 2-7-1982                                                              | Madrid                                                                | Spagna                                                                | 1 – 2                                                                 | Germania Ovest                                                        | Mondiali 1982 - 2º turno                                              | -                                                                     | 46’                                                                   |
| Totale                                                                |                                                                       | Presenze                                                              | 15                                                                    |                                                                       | Reti                                                                  | 5                                                                     |                                                                       |

## Palmarès

### Club

#### Competizioni nazionali
- Campionato spagnolo: 2

Real Sociedad: 1980-1981, 1981-1982
- Coppa di Spagna: 1

Real Sociedad: 1986-1987
- Supercoppa di Spagna: 1

Real Sociedad: 1982